# Marcos Rodríguez Pantoja
 (septembre 2024).
Si vous disposez d'ouvrages ou d'articles de référence ou si vous connaissez des sites web de qualité traitant du thème abordé ici, merci de compléter l'article en donnant les références utiles à sa vérifiabilité et en les liant à la section « Notes et références ».
Pour les articles homonymes, voir Pantoja (homonymie).
Marcos Rodríguez Pantoja (né le 7 juin 1946 à Añora, Espagne [pourquoi ?]) est un enfant sauvage. Il fut vendu à sept ans à un berger de chèvres ermite et après la mort de ce dernier, il vécut seul avec les loups dans la Sierra Morena. À 19 ans, il revient à la civilisation, mais il a du mal à s’adapter. Gabriel Janer Manila a ensuite rédigé une thèse de doctorat sur son cas, intitulée He jugado con lobos (titre anglais J'ai joué avec les loups ).
Il devint plus tard le sujet du film Entrelobos (titre anglais Among Wolves ), dans lequel il apparaît brièvement,.
En mars 2018, il a donné une interview dans laquelle il se disait déçu par la nature humaine et souhaitait pouvoir retourner dans les montagnes et quitter la société.

## Biographie
Marcos est né en 1946 à Añora, en Espagne, dans la province de Cordoue. Il a émigré avec ses parents à Madrid, où sa mère est décédée en donnant naissance à son huitième enfant, qui décéda peu de temps après lui aussi, alors que Marcos avait trois ans. Son père épousa alors une autre femme qui avait déjà un enfant d'un précédent mariage. Sa belle-mère l'a soumis à de cruels abus alors qu'elle était aux commandes. Dans les années 1950, ils s'installent à Fuencaliente, Ciudad Real, dans la Sierra Morena, où ils se consacrent à la fabrication de charbon de bois.
En 1954, Marcos a passé la majeure partie de sa jeune vie à être maltraité par sa belle-mère. Cette année-là, âgé de sept ans, il fut vendu à un propriétaire terrien local qui le confia à un berger de chèvres. L'enfant était destiné à devenir son remplaçant, est abandonné après sa mort. En 1965, la Garde civile le retrouve après onze années totalement isolé des êtres humains et en seule compagnie de loups. La Garde civile le transfère de force à Fuencaliente, ligoté et bâillonné, alors qu'il hurle et mord comme un loup. La police n'a jamais porté plainte contre le père, qui était encore en vie à l'époque, et lorsqu'il a reconnu son fils, il lui a seulement reproché d'avoir perdu sa veste.
Des religieuses employées dans un hôpital voisin et un prêtre lui apprirent à nouveau à parler, à s'habiller, à marcher debout et à manger avec des couverts. Il a été admis à l'Hôpital de Convalecientes de la Fondation Vallejo de Madrid, jusqu'à ce qu'il soit réintroduit à l'âge adulte à la une vie en société. Il a été envoyé à Majorque où il a vécu dans un foyer en payant avec son travail.
Il a fait son service militaire et s'est consacré au travail de berger et dans l'industrie hôtelière. Certaines de ses connaissances ont très souvent profité de lui financièrement par le biais d'escroqueries et de tromperies, car il souffrait d'un sens financier et culturel limité compte tenu des nombreuses années qu'il avait passées dans un isolement complet. Après des conditions de vie instables à Fuengirola, Málaga, où pendant un certain temps il choisit de vivre dans une grotte, il a déménagé dans la région d'Orense dans le village de Rante. Là, il a été accueilli par Manuel Barandela Losada, un policier à la retraite. Marcos l'appelait le "jefe" et le considérait comme un membre de sa famille jusqu'à sa mort.
Actuellement[Quand ?], Marcos est parrainé par une famille néerlandaise et est fréquemment invité par les conseils municipaux, les associations et diverses organisations pour donner des conférences et raconter son expérience. Il a été interviewé dans de nombreuses émissions de télévision,.

## Étude de cas
L'étude du cas a été réalisée par l'anthropologue et écrivain Gabriel Janer Manila qui, entre novembre 1975 et avril 1976, a interviewé Marcos Rodríguez afin d'étudier les mesures éducatives nécessaires à sa réintégration dans la société. L'anthropologue a déclaré que les causes de l'abandon de Marcos n'étaient pas fortuites, mais délibérées et résultant d'un contexte socio-économique d'extrême pauvreté. Le chercheur a également souligné que la survie de Marcos était possible grâce aux compétences de base acquises lors de la phase précédente de son abandon, ainsi qu'à son extraordinaire intelligence naturelle. Durant son isolement, l'enfant a appris les bruits des animaux avec lesquels il vivait et les a utilisés pour communiquer avec eux, tandis que peu à peu il a abandonné le langage humain.
Une fois immergé à nouveau dans un environnement social, après son "sauvetage" par la Garde civile, il effectue une lente réadaptation aux coutumes humaines (alimentation, habillement, langage, etc.), se manifestant encore à l'âge adulte par une préférence pour la vie sur le terrain et pour les animaux (avec lesquels il a une compréhension particulière) et il a développé une certaine animosité pour le bruit et les odeurs des villes, considérant que la vie avec les humains est pire que la vie avec les animaux. Il estime que les difficultés qu'il a endurées une fois réintroduit dans la société auraient pu être en grande partie atténuées si l'État était intervenu à temps.